# یواس‌اس تیستل (۱۸۶۲)
یواس‌اس تیستل (۱۸۶۲) (به انگلیسی: USS Thistle (1862)) یک کشتی بود که طول آن not known بود.